# Brama Budziejowicka
Brama Budziejowicka (cz. Budějovická brána) – jedyna zachowana brama miejska w Českým Krumlovie, w Czechach, będąca w średniowieczu częścią fortyfikacji obronnej.

## Historia bram i fortyfikacji w Českým Krumlovie

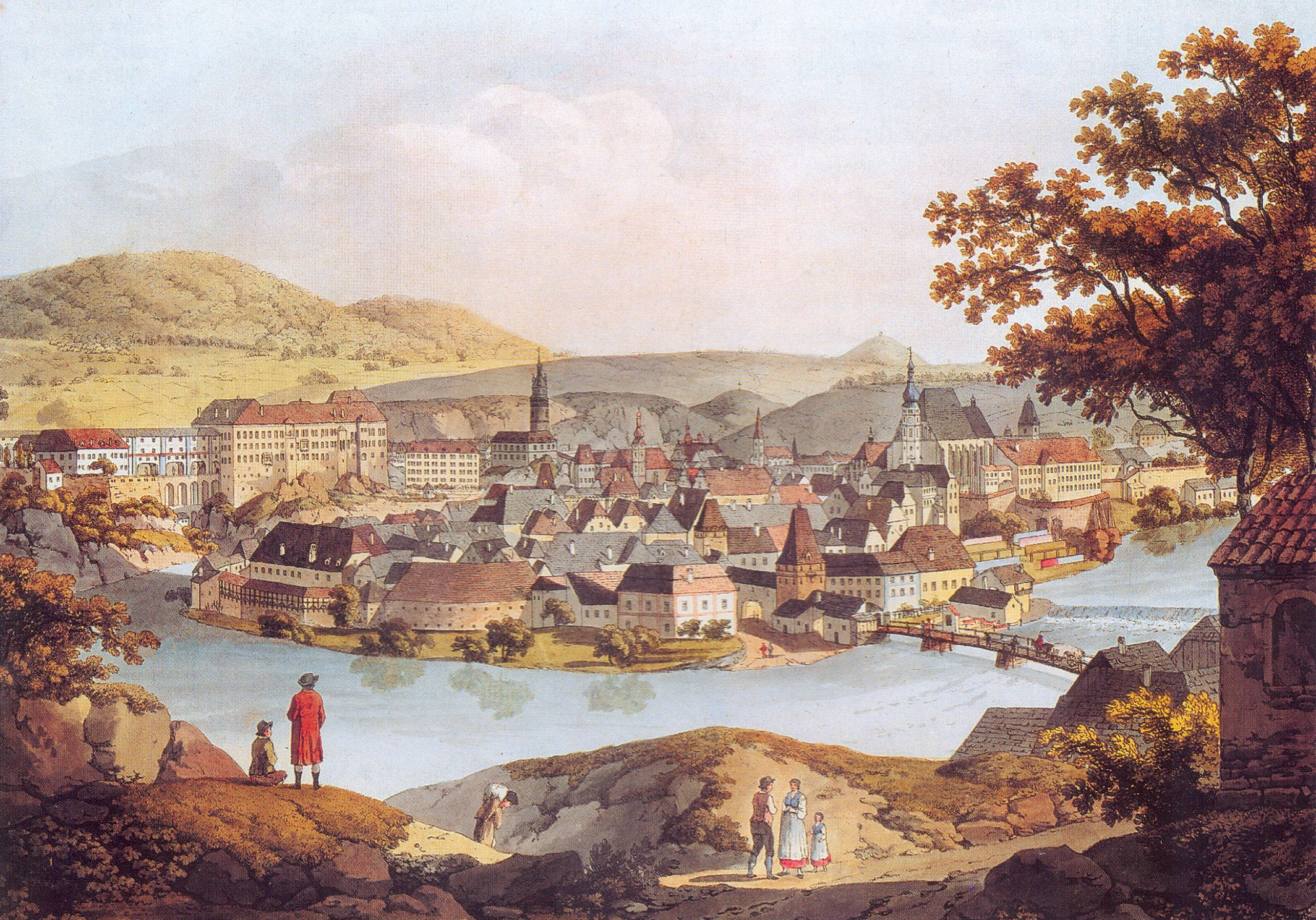
Český Krumlov, pierwszy kwartał XIX wieku. Karel Postel

Fortyfikacja obronna była typową częścią średniowiecznych miast. System ten obejmował mury obronne, bramy miejskie, które znajdowały się na końcu głównych ulic oraz bastiony. Bramy służące do pilnowania wejścia do miasta wkomponowane były w mury obronne jako wieże obronne lub jako przejścia między ścianami kamienic. Zamykane były kratą, która poruszała się w pionie, w kamiennych rowkach wewnątrz bramy lub jeśli w danym miejscu znajdowała się fosa brama posiadała most zwodzony podnoszony za pomocą kół pasowych ukrytych wewnątrz bramy. Pierwotnie w Českým Krumlovie znajdowało się dziewięć głównych bram. Do czasów obecnych zachowała się tylko jedna – Brama Budziejowicka. Z dawnych fortyfikacji pozostała także niewielka część przy ulicy Kajowskiej i bastion w pobliżu browaru. Większość bram miejskich i fortyfikacji została rozebrana w XIX wieku .
Każda wieża miała mały apartament na piętrze składający się z salonu, komory i korytarza wejściowego ze schodami. Większe nawet miały kuchnię i toaletę. Takie przestrzenie służyły jako małe mieszkania lub magazyny .
Układ fortyfikacji miejskiej Českýiego Krumlova można zobaczyć na ceramicznym modelu miasta, także na fresku Antonína Langweila lub Karela Postla z pierwszej połowy XIX wieku w Powiatowym Muzeum Historii Naturalnej w Českým Krumlovie .

## Brama Budziejowicka
Jedyną zachowaną i prawdopodobnie najmłodszą bramą w mieście jest Brama Budejowicka , którą ufundował Peter Woka von Rosenberg. Zbudowana została przez Domenico Benedetto Comettę z Eckthurn w latach 1598–1602. Stanowi ona dwupiętrową budowlę na planie czworokąta. Zwieńczona jest pięcioboczną wieżą krytą dachem, fasada bramy ozdobiona jest po bokach pilastrami, nad bramą znajduje się herb miasta. Jego wewnętrzna strona ozdobiona jest freskami i zegarem słonecznym na drugim piętrze, jednym z pięciu takich zegarów w Českým Krumlovie. Wejście do bramy pierwotnie prowadziło przez drewniany most zwodzony, później wybudowano most kamienny .